# اوژکی
اوژکی (به لهستانی:  Użyki) یک روستا در لهستان است که در گمینا بیلسک پودلاسکی واقع شده‌است.